# Librije (Edam)

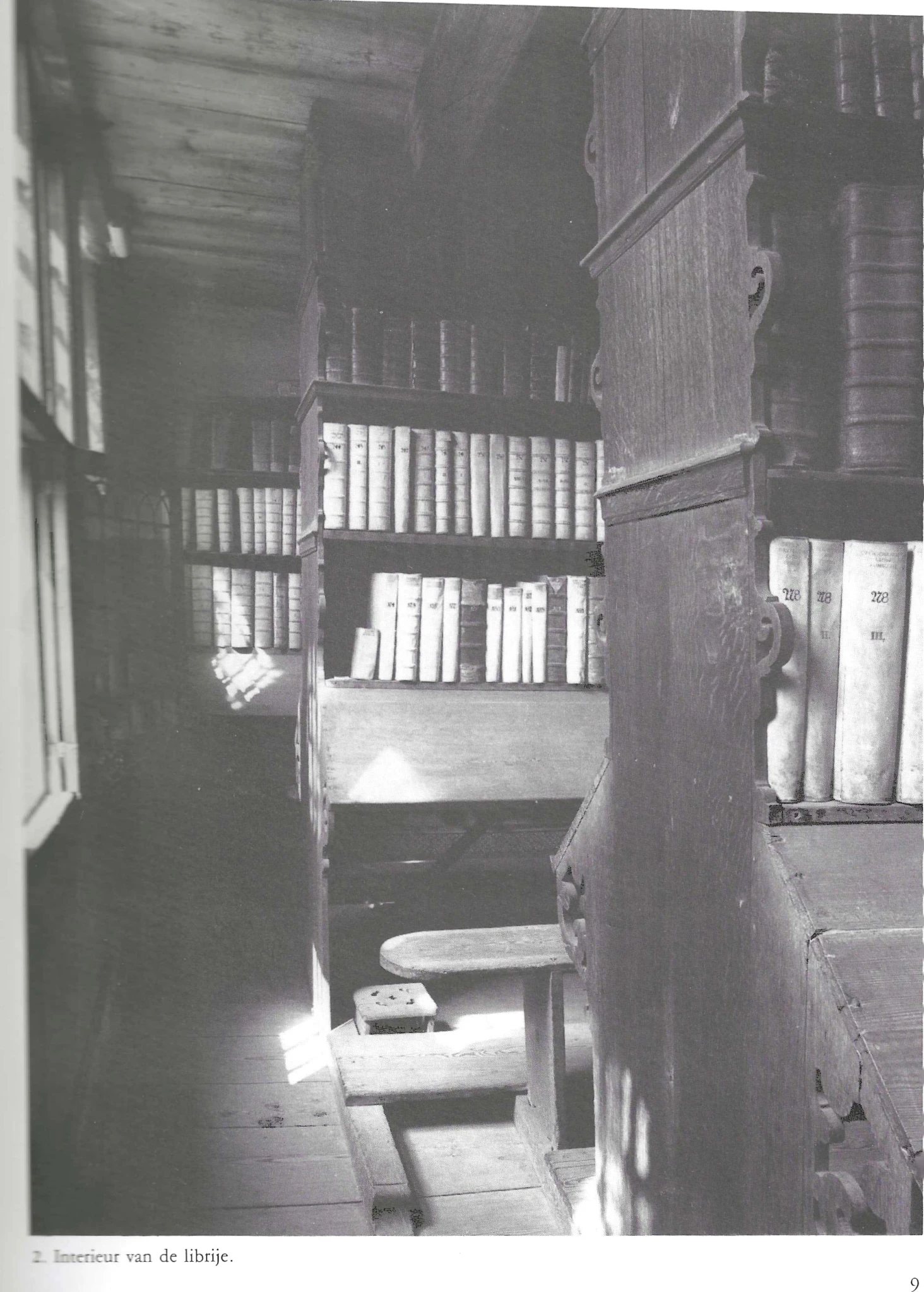
Interieur van de librije

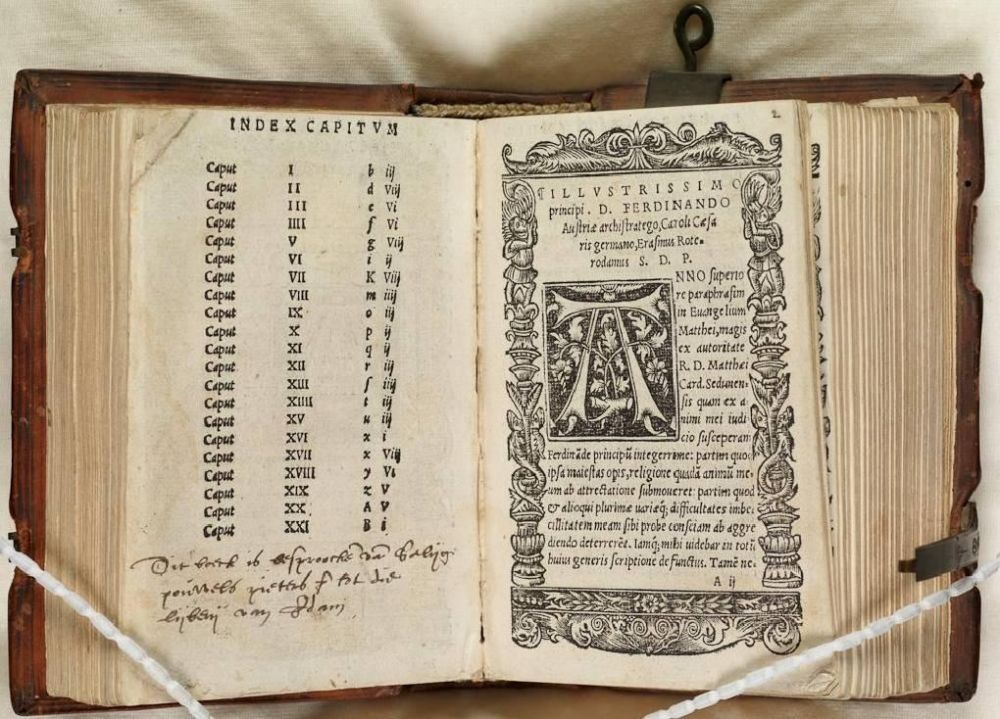
Op de linkerpagina is geschreven 'Dit boeck is afsproken zaliger Paulus Pietersz tot die Librije van Edam'. Paulus Pietersz. was de eerste predikant en daarvoor priester van de kerk. In 1575 overlijdt hij en laat enkele boeken na aan de librije. Het is een van de boeken die Hermann Friedrich Kohlbrugge in 1825 van het stadsbestuur als dank ontvangt

De Librije van Edam was een historische stadsbibliotheek in de Grote of Sint-Nicolaaskerk  in Edam. De bouw van deze kerk werd in begin vijftiende eeuw begonnen. In de eeuw daarna vond een uitbreiding plaats naar een hallenkerk. Rond 1538 werd een portaal toegevoegd met een sacristie op de begane grond en daarboven een ruimte voor een librije. Er is geen exacte datum bekend voor de oprichting van de librije maar de eerste predikant van de kerk ( een voormalig priester van de kerk) liet bij zijn overlijden in 1575 een aantal  boeken aan de librije na. Vanaf 1561 was in dezelfde ruimte als de librije ook een Latijnse school gevestigd. Het beheer van de librije lag in handen van de kerkmeesters. Het was een kettingbibliotheek. De boeken lagen met kettingen vastgebonden aan een aantal lectrijnen.
Het is mogelijk dat bij de overgang naar het protestantisme in Edam in 1572 er boeken uit de librije zijn meegenomen. De bibliotheek van de parochie van de Heilige Nicolaaskerk in Edam bevat enkele incunabelen en 6 handschriften uit de zestiende eeuw. Het lijkt waarschijnlijk dat die afkomstig waren uit de librije. Uit niets blijkt dat er voor de librije boeken zouden zijn gekocht. De uitbreiding van de collectie is gebeurd door schenkingen en legaten. Er zijn vooral boeken als gevolg van een erfenis in de librije terecht gekomen. De belangrijkste donateurs waren een aantal predikanten van de  kerk. De collectie bestaat uit 158 gedrukte werken in 107 banden, vrijwel geheel in het Latijn. Het overgrote deel van de werken komt uit de zestiende eeuw. Twee derde deel van de collectie is afkomstig uit de eerste helft van die eeuw. 
Veel werken gaan uit van het gedachtegoed van Luther. Er zijn daarnaast geschriften van kerkvaders als Augustinus, Hiëronymus  en Thomas van Aquino. Er zijn  negen werken van Erasmus in de collectie. Van Calvijn zijn slechts drie werken aanwezig. De meest voorkomende auteur in de collectie is Heinrich Bullinger, de opvolger van Zwingli met zestien werken. Er is echter ook een vroeg 16e-eeuwse uitgave van de fabels van Aesopus.  Er zijn in totaal negen juridische titels. Deze zullen met wat titels over plantkunde, geneeskunde en geografie gebruikt zijn voor het onderricht op de Latijnse school. 
De overgrote meerderheid van de werken is in het Latijn. Er zijn slechts enkele Nederlandstalige werken. Het oudste is 'Een voorbeelde ende gedaente eens waerhaftigen Christenen uut God geboren' uit 1564. Voor zover bekend is dit een uniek, enig exemplaar. Ook het veel meer bekende 'Huysboeck' van Bullinger is aanwezig in een editie van 1595. Andere Nederlandstalige werken zijn de Acta van de Synode van Dordrecht en een herdruk van 1657 van de 'Historien der vromer martelaren' uit 1559. Dat is ook het jongste boek in de collectie. 
Rond 1650 had de collectie zijn definitieve omvang bereikt. Er zijn vanaf de tweede helft van de zeventiende eeuw geen nieuwe boeken meer toegevoegd. Er zijn geen gegevens bekend over gebruikers en beheerders van de collectie. Het is waarschijnlijk dat de librije als leesbibliotheek nauwelijks functioneerde. Aan onderhoud en beschrijving van de boeken werd geen aandacht besteed. Begin negentiende eeuw was het bestaan van de collectie, ook in Edam, in de vergetelheid geraakt. In 1888 schreef J.H.F. Kohlbrugge een bericht in de 'De Navorscher ' over het bezoek dat zijn grootvader Hermann Friedrich Kohlbrugge rond 1825 aan de collectie had gebracht. Deze kwam regelmatig in de kerk en had zich al enige malen afgevraagd wat achter een altijd gesloten deur aanwezig was. Ook de koster van de kerk had daarvan geen idee. De deur moest met enig geweld geopend worden. Daarachter trof hij een " kleine boekerij" aan. Kohlbrugge meldde dit aan het stadsbestuur en kreeg als dank drie boeken uit deze "schoolbibliotheek". De kleinzoon bracht ongeveer 60 jaar later ook een bezoek aan de librije. Hij trof de collectie in een chaotische staat aan en eindigde zijn bericht met de constatering dat er kennelijk 'niemand in Edam is die zich deze school en boekerij aantrekt'. . 
In 1933 werd door een commissie belast met de restauratie van de kerk aan Maria Kronenberg advies gevraagd over de collectie boeken. Zij bracht met Wouter Nijhoff een bezoek aan kerk en collectie. Als gevolg van hun uitgebrachte advies werd de collectie in bruikleen gegeven aan de KB, nationale bibliotheek. De constructie van het bruikleen is inmiddels enige malen verlengd. De laatste maal in 2009, nu voor onbepaalde tijd. 